# اوله ولودیمیروف
اوله ولودیمیروف (انگلیسی: Oleh Volodymyrov؛ زادهٔ ۸ دسامبر ۱۹۶۷) ورزشکار واترپلو اهل اوکراین است.

## حرفه
وی همچنین یکی از بازیکنان واترپلو بازی‌های المپیک تابستانی ۱۹۹۶ بوده‌است.